# Nagel Emil
Nagel Emil (Makó (Csanád megye), 1817. június 30. – Budapest, 1892. május 18.) orvos-sebész doktor, szülész, szemész, tanár és kórházi igazgató, királyi tanácsos.

## Élete
Makón nevelkedett 1829-ig, azután Aradon és Szegeden járt a gimnáziumba. 1832-ben Pesten magánúton készült a VI. gimnáziumi tantárgyakból és a vizsgát letette; ekkor egy évig szünetelt. 1834-ben a bölcseleti osztályba lépett az egyetemen. 1835-ben Bécsbe ment orvosi kurzusra. A görög és francia nyelvet magánszorgalommal sajátította el. A német nyelvet jól értvén, a Zalán futása egy részét lefordította és kéziratát bemutatta Vörösmarty Mihálynak, aki bizonyítványt írt arról, hogy a magyar nyelvet tökéletesen érti. Bécsben magánleckeadásból tartotta fenn magát és 1841-ben doktorátust tett. 1842-ben felvették a bécsi általános kórházba mint gyakornokot. Ösztöndíj segítségével műtői tanfolyamon vett részt. Ennek végeztével Temesváron telepedett le és Lonovits József püspöknek is orvosa volt. 1848-ban az ottani katonai kórház egyik osztályát, mint rendelő orvos, vette át. 1849-ben Belgrádon és Szlavónián át Zágrábba, Grazba és Bécsbe utazott, ahol a katonai kórházban teendő szolgálatra ajánlkozott és a császári 5-dik tábori kórházzal Kecskemétig nyomult elő; itt tífuszos lett és visszatért Pestre, ahol a Ludoviceumban a szem- és sebészi osztály főnökévé nevezték ki. 1852-ben mint udvari orvos működött rövid ideig, míg júniusban a kolozsvári orvos-sebészi akadémián a sebészet tanárává, később, mikor az országos szemészeti intézetek felállíttattak, a kolozsvári intézetnek igazgató- és rendelő-orvosává nevezték ki. 1868-ban betegeskedése miatt lemondott tanári állásáról és nyugalomba vonult; azután Bécsben, Győrben vagy Budapesten tartózkodott, ahol 1892-ben meghalt. 1850-ben a budapesti orvosegylet, 1855-ben a berlini Verein für wissenschaftliche Heilkunde választotta levelező-tagjává. 1868-ban nyugalomba vonult.

## Írásai
Cikkei vannak a Jelenkorban (1834); az Orvosi Tárban (1846), a Természetbarátban (1847), a Zeitschrift für Natur- und Heilkundeban (1850-57.), az Orvosi Hetilapban (1859., 1861-1870), a Magyar orvosok és természetvizsgálók Munkálataiban (X. 1865), a Szemészetben (1871), a Hasonszenvi Lapokban (1874); írt még a Nemzetgazdasági Szemlébe (1882), a bécsi Neue Freie Pressebe, az Allgem. Mediz. Zeitungba, a Wiener Medizin. Wochenschriftbe, a Wiener Landwirthschaftliche Zeitungba. Ezekből több czikk különnyomatban is megjelent. 1880-tól a Wiener statistische Monatschriftnek rendes munkatársa volt.

## Munkái
- Népszerű értekezés a szem gondviseletéről. Buda, 1850. Ábrákkal.
- A csonttörések, kórboncztani, kórtörténeti és gyógyeljárási tekintetben. Pest. 1862. Rajzokkal.
- Methode oder Schablone? Darstellung eines praktisch bewährten Verfahrens, um den Luftzutritt zur Chloroformdamphe zu reguliren. Wien, 1871. Tábla rajzzal.
- Der Schlaf. Berlin, 1874.
- Die Seekrankheit. Berlin, 1876.